# Stenhomalus longicornis
Stenhomalus longicornis là một loài bọ cánh cứng trong họ Cerambycidae.